# (716) Berkeley
(716) Berkeley – planetoida z grupy pasa głównego asteroid okrążająca Słońce w ciągu 4 lat i 263 dni w średniej odległości 2,81 au. Została odkryta 30 lipca 1911 roku w Obserwatorium Uniwersyteckim w Wiedniu przez Johanna Palisę. Nazwa planetoidy pochodzi od Uniwersytetu Kalifornijskiego w Berkeley. Przed jej nadaniem planetoida nosiła oznaczenie tymczasowe (716) 1911 MD.